# نلسون لاگون، آلاسکا
نلسون لاگون (به انگلیسی: Nelson Lagoon) یک منطقهٔ مسکونی در ایالات متحده آمریکا است که در ناحیه آلیشیانز شرقی  واقع شده‌است. نلسون لاگون ۵۰۹٫۳ کیلومتر مربع مساحت و ۵۲ نفر جمعیت دارد.